# Вудард, Линетт
Линетт Вудард (англ. Lynette Woodard; родилась 12 августа 1959 года в Уичито, штат Канзас, США) — американская профессиональная баскетболистка и тренер. Играла на позиции атакующего защитника. Член Зала славы баскетбола с 2004 года.

## Биография
Линетт Вудард начала играть в баскетбол с детства, тренируясь вместе со старшим братом, и к 10 годам уже выступала за районную баскетбольную команду, часто становясь капитаном в мальчишеском составе. В старших классах, выступая за сборную старшей школы Норт-Уичито, она дважды (в 1975 и 1977 годах) выигрывала с ней первенство штата Канзас и трижды включалась в его символическую сборную.
После поступления в Канзасский университет Вудард стала звездой университетской сборной «Канзас Джейхокс». За время своей учёбы она трижды выиграла с командой турнир университетов долины Миссури (куда кроме Канзасского входили Миссурийский университет, университет Небраски и университет Вашингтона в Сент-Луисе). Четыре года подряд она включалась в символическую студенческую сборную США, а по числу набранных за время выступлений за университет очков (3649) до сих пор остаётся рекордсменкой США среди девушек. Её результат уступал только рекорду среди юношей (3667 очков), принадлежащему Питу Маравичу. В 2024 году суммарные рекорды Вудард и Маравича улучшила Кейтлин Кларк из Айовского университета, за время учёбы набравшая 3951 очко. Однако рекорд Вудард был установлен после введения трёхочковых бросков, которых не было во времена Вудард и Маравича. Она также играла мячом меньших размеров, чем Вудард, в эпоху которой в женском баскетболе использовался тот же мяч, что и в мужском.
В 1981 году, в свой последний учебный год, Вудард завоевала Приз имени Маргарет Уэйд, присуждаемый лучшему игроку высшего дивизиона женского студенческого чемпионата США, и Приз Бродерика, присуждаемый Национальной ассоциацией студенческого спорта лучшей спортсменке-студентке. В годы учёбы Вудард выиграла Универсиаду 1979 года в Мехико и была официально включена в состав сборной США, готовившейся к московской Олимпиаде. Однако из-за бойкота этих игр Соединёнными Штатами её олимпийский дебют состоялся только четырьмя годами позже: в 1984 году она в качестве капитана сборной США выиграла с ней женский баскетбольный турнир Олимпиады в Лос-Анджелесе.
На следующий год после Олимпиады Вудард стала первой женщиной в составе знаменитой гастрольной команды «Гарлем Глобтроттерс», где уже много лет выступал её родственник Гиз Осби. Проведя в «Глобтроттерс» два года, она продолжила игровую карьеру сначала в Италии, где играла с 1987 по 1990 год, став в 1989 году чемпионкой страны в составе команды «Эникем» из Приоло, а затем в Японии (в 1991/92 годах). В 1990 году она выиграла со сборной США чемпионат мира в Малайзии. Во второй половине 90-х годов, отработав несколько лет биржевым брокером в Нью-Йорке, она вернулась на игровую площадку, чтобы провести два сезона в только что образованной Женской национальной баскетбольной ассоциации — сначала в «Кливленд Рокерс», а затем в «Детройт Шок». С 1999 по 2004 год Вудард работала с женской баскетбольной командой Канзасского университета, закончив сезон 2003/4 годов её главным тренером. Однако долгосрочный тренерский контракт с ней заключён не был, и Вудард вернулась к прерванной карьере финансового консультанта.

## Достижения

### Командные
- Чемпионка Олимпийских игр 1984 года в составе сборной США
- Чемпионка мира 1990 года в составе сборной США
- Серебряный призёр чемпионата мира 1983 года в составе сборной США
- Чемпионка Панамериканских игр 1983 года в составе сборной США
- Бронзовый призёр Панамериканских игр 1991 года в составе сборной США
- Чемпионка Италии 1989 года в составе команды «Эникем Приоло»

### Личные
Имя Линетт Вудард включено в списки ряда залов спортивной славы, в том числе:
- Национального зала школьной спортивной славы (1989)[3]
- Зала спортивной славы Канзаса (1990)
- Зала славы баскетбола (2004)
- Женского баскетбольного зала славы (2005)[8]
- Афроамериканского зала спортивной славы (2006)[9]

В 1996 году Линетт Вудард также была включена в список «легенд» команды «Гарлем Глобтроттерс».